# ジェヤム・ラヴィ
ジェヤム・ラヴィ（Jayam Ravi、1980年9月10日 - ）は、インドのタミル語映画で活動する俳優。芸名は主演デビュー作『Jayam』のタイトルに由来し、兄モーハン・ラージャーの監督作品（『M. Kumaran Son of Mahalakshmi』『Unakkum Enakkum』『Santosh Subramaniam』『Thani Oruvan』など）の大半で主演俳優を務め、これまでにフィルムフェア賞 南インド映画部門、南インド国際映画賞、タミル・ナードゥ州映画賞を受賞している。

## 生い立ち
1980年9月10日にティルマンガラムで生まれ、「モーハン・ラヴィ（Mohan Ravi）」と名付けられた。父エディター・モーハンはタミル・ナードゥ州出身のロウザーで、母はアーンドラ・プラデーシュ州出身である。兄モーハン・ラージャーは映画監督として活動し、監督作品の大半でジェヤム・ラヴィを起用しており、妹ロージャーは歯科医師として働いている。ジェヤム・ラヴィは幼少期をチェンナイとハイデラバードで過ごし、チェンナイのアショーク・ナーガルにあるジャワハル・ヴィディヤーラーヤ校で教育を受けた。この時期にバラタナティヤム・ダンサーのナリーニ・バーラクリシュナンからダンスを学び、12歳でアランゲトラムを会得した。その後はロヨラ大学チェンナイ校に進学してビジュアルコミュニケーションを専攻し、同時期にはムンバイにあるキショール・ナミト・カプール研究所で演技を学んでいた。また、俳優デビューする前はスレーシュ・クリシュナの助監督としてカマル・ハーサン主演作『Aalavandhan』に参加していた。

## キャリア

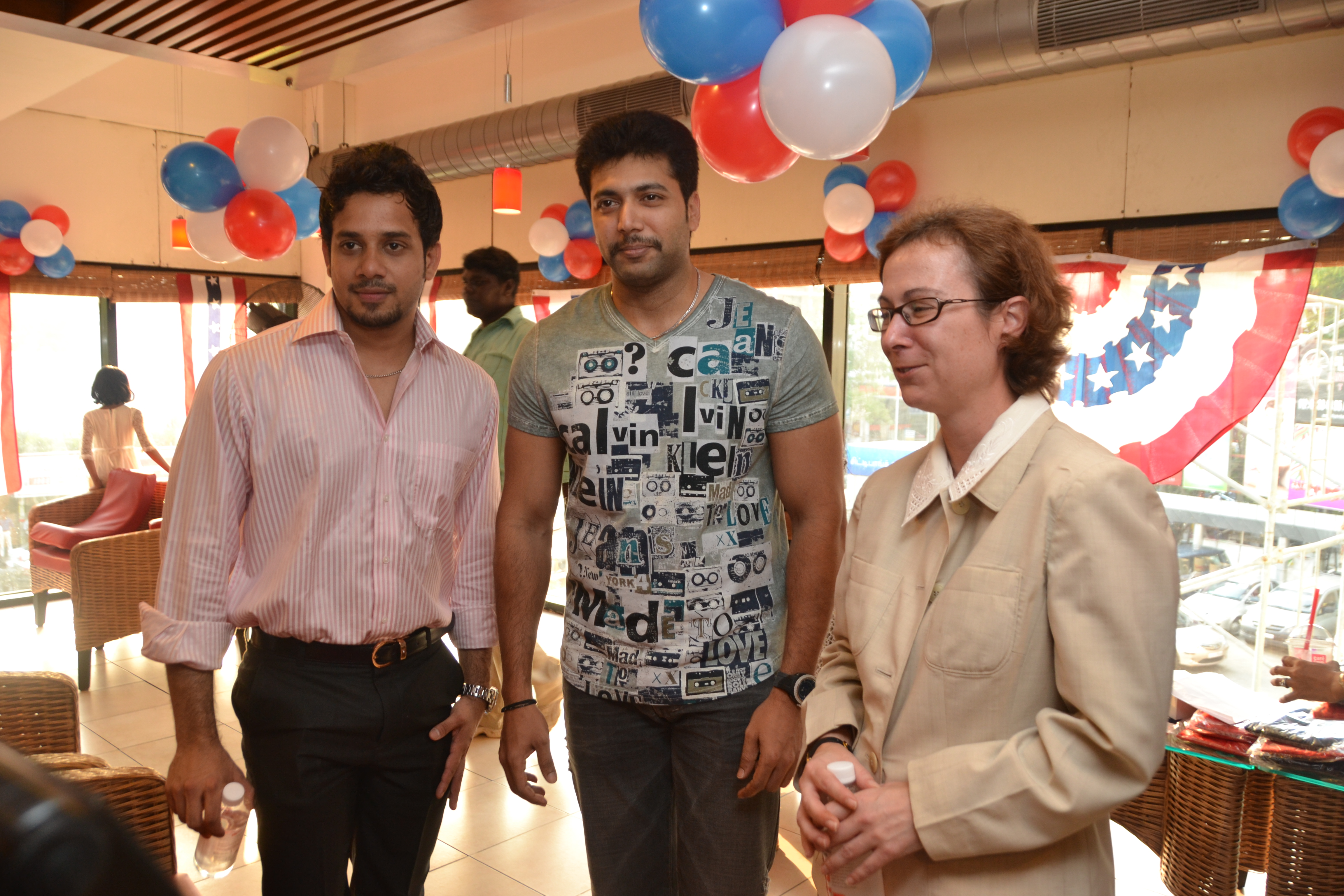
駐チェンナイ米国総領事館のFacebookアカウント開設2周年イベントに出席するバーラト、ジェヤム・ラヴィ、総領事ジェニファー・A・マッキンタイア（2012年）

1989年に子役として『Oru Thottil Sabadham』に出演し、1993年にもテルグ語映画『Bava Bavamaridi』『Palnati Pourusham』に出演している。2003年に父エディター・モーハンがプロデュースし、兄モーハン・ラージャーが監督を務める『Jayam』で主演デビューし、2004年には『M. Kumaran Son of Mahalakshmi』（テルグ語映画『Amma Nanna O Tamila Ammayi』のリメイク作品）でアシン・トーットゥンカルと共演した。彼の演技について『Sify』は「もっと彼を見たいと思わせるような演技」、『ザ・ヒンドゥー』は「全体を通して称賛に値する演技だった」とそれぞれ批評しており、タミル・ナードゥ州映画賞 主演男優賞を受賞した。また、『M. Kumaran Son of Mahalakshmi』も興行的な成功を収め、タミル・ナードゥ州映画賞 特別賞を受賞している。
2005年に出演した『Daas』はリメイク作品続きのジェヤム・ラヴィにとって初となるオリジナル映画であり、フットボール選手のアントニー・ダース役を演じた。同作はこれまでの出演作を上回るオープニング成績を記録し、『Sify』はジェヤム・ラヴィの演技について「彼の演技は実に印象的であり、アクションヒーローとして100パーセントの説得力がある」と批評している。続いて出演した『Mazhai』（テルグ語映画『Varsham』のリメイク作品）は興行成績が伸び悩み、2006年に出演した『Idhaya Thirudan』も興行成績も同様の結果だった。続いて出演した『Unakkum Enakkum』では兄モーハン・ラージャーが監督を務め、トリシャー・クリシュナン演じるインドの貧しい農家の娘カヴィタに恋をするロンドン出身の実業家の息子サントーシュ役を演じた。同作は批評的・興行的な成功を収め、2006年に最も高い興行収入を記録したタミル語映画の一つとなった。2007年には『Deepavali』に出演している。
2008年は『Velli Thirai』にカメオ出演し、続いて出演した『Santosh Subramaniam』（テルグ語映画『Bommarillu』のリメイク作品）ではジェネリア・デソウザと共演し、父親の過干渉に悩まされる息子サントーシュ役を演じた。同作の演技で、ジェヤム・ラヴィはフィルムフェア賞 タミル語映画部門主演男優賞にノミネートされている。その後は『Dhaam Dhoom』に出演したが、ロシアでの撮影中に監督のジーヴァーが事故死するアクシデントが発生している。彼の死後は助手のマニカンダン、妻のアニーズ・タンヴィール、彼の師匠で撮影監督のP・C・シュリーラームが引き継いで映画を完成させ、ジェヤム・ラヴィは殺人犯の濡れ衣を着せられた青年ガウタム役を演じた。彼の演技について『Sify』は「彼の役はシンプルに素晴らしく、完全なるジェヤム・ラヴィ映画である」、『Indiaglitz』は「このキャラクターを演じる俳優として、ラヴィは完璧なキャスティングだった」とそれぞれ批評している。
2009年は『Peranmai』に出演し、2010年には『Thillalangadi』（テルグ語映画『Kick』のリメイク作品）に出演している。2011年に『Engeyum Kadhal』に出演した後、2013年には『Ameerin Aadhi-Bhagavan』に出演し、2014年は『Nimirndhu Nil』に出演し、ナーニ主演のテルグ語版『Janda Pai Kapiraju』と同時並行で撮影された。2015年は『Romeo Juliet』『Sakalakala Vallavan』『Thani Oruvan』『Bhooloham』に出演し、2016年には『Miruthan』に出演している。2017年には『Bogan』『Vanamagan』に出演し、2018年は『Tik Tik Tik』『Adanga Maru』に出演した。2019年に『Thumbaa』『Comali』に出演した後は映画界から距離を置き、2021年に『Bhoomi』に出演したものの、同作はCOVID-19パンデミックの影響で劇場公開が見送られたため、OTTサービスで配信された。2022年から2023年にかけてマニラトナムの『PS1 黄金の河』『PS2 大いなる船出』に出演し、アルンモリ王子役を演じた。

## 私生活
2009年にテレビプロデューサーとして活動しているスジャータ・ヴィジャヤクマールの娘アールティと結婚し、2人の息子をもうけた。息子の一人であるアーラヴ・ラヴィとは『Tik Tik Tik』で共演している。その後、2024年9月9日に離婚したことを発表した。

## フィルモグラフィー

### 映画
| 年   | 作品                          | 役名                                                 | 備考                   |
| ---- | ----------------------------- | ---------------------------------------------------- | ---------------------- |
| 1989 | Oru Thottil Sabadham          |                                                      | 子役出演               |
| 1993 | Bava Bavamaridi               | 幼少期のラージュ                                     | テルグ語映画、子役出演 |
| 1994 | Palnati Pourusham             | 幼少期のビーミネニ・ブラフマンナ                     | テルグ語映画、子役出演 |
| 2003 | Jayam                         | ラヴィ                                               |                        |
| 2004 | M. Kumaran Son of Mahalakshmi | M・クマラン                                          |                        |
| 2005 | Daas                          | アントニー・ダース                                   |                        |
| 2005 | Mazhai                        | アルジュン                                           |                        |
| 2006 | Idhaya Thirudan               | マヘーシュ・アールワル                               |                        |
| 2006 | Unakkum Enakkum               | サントーシュ                                         |                        |
| 2007 | Deepavali                     | ビル・ムダリアル                                     |                        |
| 2008 | Velli Thirai                  | 本人役                                               | ゲスト出演             |
| 2008 | Santosh Subramaniam           | サントーシュ・スブラマニアム                         |                        |
| 2008 | Dhaam Dhoom                   | ガウタム・スブラマニアム                             |                        |
| 2009 | Peranmai                      | ドゥルヴァン                                         |                        |
| 2010 | Thillalangadi                 | クリシュナ                                           |                        |
| 2011 | Ko                            | 本人役                                               | ゲスト出演             |
| 2011 | Engeyum Kadhal                | カマル                                               |                        |
| 2013 | Ameerin Aadhi-Bhagavan        | アーディ、バーガヴァン                               |                        |
| 2014 | Ninaithathu Yaaro             | 本人役                                               | ゲスト出演             |
| 2014 | Nimirndhu Nil                 | アラヴィンダン・シヴァサーミ、ナラシムハー・レッディ |                        |
| 2015 | Janda Pai Kapiraju            | 本人役                                               | ゲスト出演             |
| 2015 | Romeo Juliet                  | カールティク                                         |                        |
| 2015 | Sakalakala Vallavan           | シャクティ                                           |                        |
| 2015 | Thani Oruvan                  | ミトラン                                             |                        |
| 2015 | Bhooloham                     | ブーロハム                                           |                        |
| 2016 | Miruthan                      | カールティク警部補                                   |                        |
| 2017 | Bogan                         | ヴィクラム警視                                       |                        |
| 2017 | Vanamagan                     | ジャラ（ヴァーシ）                                   |                        |
| 2018 | Tik Tik Tik                   | M・ヴァスデーヴァン（ヴァース）                      |                        |
| 2018 | Adanga Maru                   | S・スバーシュ                                        |                        |
| 2019 | Thumbaa                       | ジョン                                               | カメオ出演             |
| 2019 | Comali                        | ラヴィ                                               |                        |
| 2021 | Bhoomi                        | ブーミナーダン                                       |                        |
| 2022 | PS1 黄金の河                  | アルンモリ王子                                       |                        |
| 2023 | Agilan                        | アギラン、ナンダ                                     |                        |
| 2023 | PS2 大いなる船出              | アルンモリ王子                                       |                        |
| 2023 | Iraivan                       | アルジュン                                           | [ 44 ]                 |
| 2024 | Siren                         | ティラガン                                           |                        |

### テレビシリーズ
| 年   | 番組                   | 役名   | 放送局             |
| ---- | ---------------------- | ------ | ------------------ |
| 2024 | Super Singer Season 10 | ゲスト | スター・ヴィジャイ |
| 2024 | Jodi Are U Ready       | ゲスト | スター・ヴィジャイ |

## 受賞歴

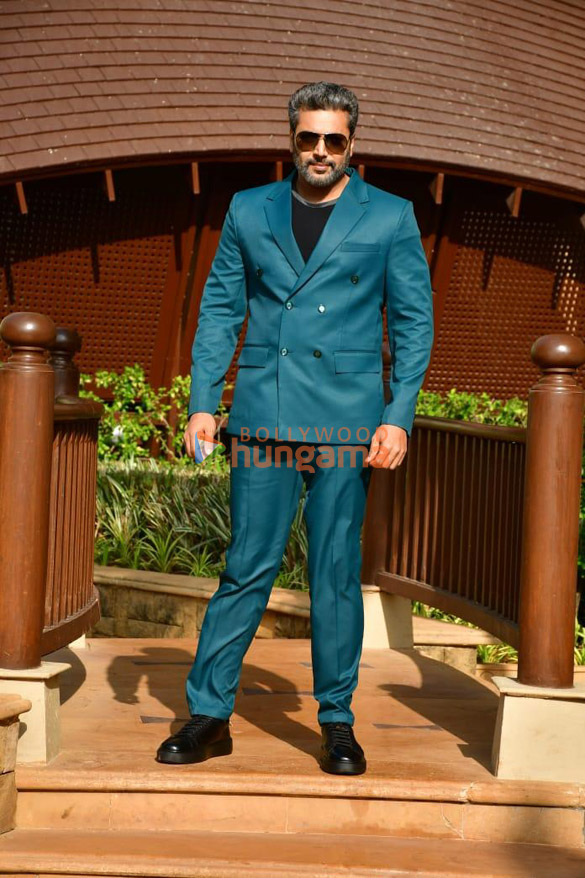
『PS2 大いなる船出』プロモーション中のジェヤム・ラヴィ（2023年）

| 年                                | 部門                              | 作品                              | 結果                              | 出典                              |
| フィルムフェア賞 南インド映画部門 | フィルムフェア賞 南インド映画部門 | フィルムフェア賞 南インド映画部門 | フィルムフェア賞 南インド映画部門 | フィルムフェア賞 南インド映画部門 |
| --------------------------------- | --------------------------------- | --------------------------------- | --------------------------------- | --------------------------------- |
| 2009年                            | タミル語映画部門主演男優賞        | 『Santosh Subramaniam』           | ノミネート                        | [ 28 ]                            |
| 2010年                            | タミル語映画部門主演男優賞        | 『Peranmai』                      | ノミネート                        | [ 45 ]                            |
| 2016年                            | タミル語映画部門主演男優賞        | 『Thani Oruvan』                  | ノミネート                        | [ 46 ]                            |
| 2016年                            | タミル語映画部門審査員選出男優賞  | 『Thani Oruvan』                  | 受賞                              | [ 46 ]                            |
| 2019年                            | タミル語映画部門主演男優賞        | 『Adanga Maru』                   | ノミネート                        | [ 47 ]                            |
| 南インド国際映画賞                |                                   |                                   |                                   |                                   |
| 2015年                            | ロマンティック・スター賞          | 『Romeo Juliet』                  | 受賞                              | [ 48 ]                            |
| 2016年                            | タミル語映画部門主演男優賞        | 『Thani Oruvan』                  | ノミネート                        | [ 49 ] [ 50 ]                     |
| 2016年                            | 審査員選出男優賞                  | 『Thani Oruvan』                  | 受賞                              | [ 49 ] [ 50 ]                     |
| 2019年                            | タミル語映画部門主演男優賞        | 『Adanga Maru』                   | ノミネート                        | [ 51 ] [ 52 ]                     |
| 2019年                            | 審査員選出男優賞                  | 『Adanga Maru』                   | 受賞                              | [ 51 ] [ 52 ]                     |
| IIFAウトサヴァム                  |                                   |                                   |                                   |                                   |
| 2016年                            | タミル語映画部門主演男優賞        | 『Thani Oruvan』                  | ノミネート                        | [ 53 ]                            |
| タミル・ナードゥ州映画賞          |                                   |                                   |                                   |                                   |
| 2004年                            | 主演男優賞                        | 『M. Kumaran Son of Mahalakshmi』 | 受賞                              | [ 54 ]                            |
| アーナンダ・ヴィカタン映画賞      |                                   |                                   |                                   |                                   |
| 2016年                            | 主演男優賞                        | 『Bhooloham』                     | 受賞                              | [ 55 ]                            |
| ヴィジャイ・アワード              |                                   |                                   |                                   |                                   |
| 2009年                            | 主演男優賞                        | 『Santosh Subramaniam』           | ノミネート                        | [ 56 ]                            |
| 2010年                            | 主演男優賞                        | 『Peranmai』                      | ノミネート                        | [ 56 ]                            |
| エジソン賞                        |                                   |                                   |                                   |                                   |
| 2010年                            | 主演男優賞                        | 『Peranmai』                      | 受賞                              | [ 57 ]                            |
| 2016年                            | 主演男優賞                        | 『Thani Oruvan』                  | 受賞                              | [ 58 ]                            |